# North Cheriton
North Cheriton is een civil parish in het bestuurlijke gebied South Somerset, in het Engelse graafschap Somerset met 208 inwoners.